# White Aryan Resistance
White Aryan Resistance, WAR, är en amerikansk nynazistisk organisation. Den leds av Tom Metzger, före detta ledare för Ku Klux Klan, och har sitt säte i Warsaw, Indiana. Organisationen döljer inte att den är rasistisk; på webbsidor knutna till WAR kan man hitta "rasistskämt" och "rasistvideor", och dess tidning, The Insurgent, kallas "den mest rasistiska tidningen på jorden".
Under tidigt 1980-tal grundade Tom Metzger White American Political Association, en grupp som distribuerade rasistlitteratur. Hans son John Metzger ledde Aryan Youth Movement som dess ungdomsorganisation. Senare byttes namnet till White American Resistance och slutligen White Aryan Resistance. WAR fick mycket uppmärksamhet under 1980-talet genom Tom Metzgers TV-show Race and Reason där nynazister blev intervjuade, liksom abortmotståndare och förintelseförnekare.
1988 mördade några personer med anknytning till WAR den etiopiske studenten Mulugeta Seraw. Detta ledde bland annat till att familjen Metzger blev skyldig miljoner dollar i skadestånd till offrets familj. WAR fortsatte dock sin verksamhet och gav ut en tidning trots domen. Tom Metzger lade upp en webbsida 1997 och hade ett internetbaserat radioprogram.
WAR har inspirerat liknande grupper i Sverige, bland annat Vitt ariskt motstånd.